# Huta Raja (Simangambat)
Huta Raja is een bestuurslaag in het regentschap Padang Lawas Utara van de provincie Noord-Sumatra, Indonesië. Huta Raja telt 1204 inwoners (volkstelling 2010).